# ARD-Online-Award
Der ARD-Online-Award (auch ARD Online Award) war eine im Rahmen der ARD-Hörspieltage von Internetbenutzern von 2003 bis 2021 vergebene Auszeichnung. Zur Wahl standen die zwölf Produktionen, die auch für den von einer Fachjury vergebenen Deutschen Hörspielpreis der ARD nominiert worden waren. Diese konnten zeitlich begrenzt angehört, kommentiert und teilweise heruntergeladen werden. Abstimmen konnten die Hörer für ihren Favoriten entweder per Mausklick von zu Hause aus, an einem der bereitgestellten Terminals im ZKM oder auch analog per Stimmkarte. 2017 wurde erstmals ein (0 bis 5)-Punktesystem eingeführt. Der ARD-Online-Award war mit 2.500 Euro dotiert und wurde im Rahmen der allgemeinen Preisverleihung der ARD-Hörspieltage vergeben. 

## Preisträger
- 2003: Andreas Ammer und Console: On the tracks, WDR.
- 2004: Fausto Paravidino: Genua 01, Regie: Martin Zylka, WDR.
- 2005: Michaela Melián: Föhrenwald, BR.
- 2006: Matthias Baxmann: Entweder bin ich irr oder die Welt Regie: Ulrich Lampen, nach dem Tagebuch von Einar Schleef, SWR (auch Deutscher Hörspielpreis der ARD).
- 2007: Ulrich Bassenge: Walk of Fame, Regie: Leonhard Koppelmann, WDR
- 2008: Liquid Penguin Ensemble (Katharina Bihler und Stefan Scheib), Gras wachsen hören Regie: Katharina Bihler, Stefan Scheib, SR (auch Deutscher Hörspielpreis der ARD).
- 2009: Stefan Weigl (Text): Moment, das wird Sie interessieren!, Regie: Thoma Wolfertz, WDR (auch Deutscher Hörspielpreis der ARD).
- 2010: Thilo Reffert (Text): Die Sicherheit einer geschlossenen Fahrgastzelle, Regie: Stefan Kanis, MDR (auch Deutscher Hörspielpreis der ARD).
- 2011: Sabine Worthmann (Regie, Text und Komposition): Das Rätsel der Qualia, Produktion: Hessischer Rundfunk, Redaktion und Dramaturgie: Peter Liermann
- 2012: Oliver Sturm (Bearbeitung und Regie): Wann wo oder Eine gewisse Anzahl Gespräche, nach dem Buch  von Alexander Iwanowitsch Wwedenski, hr
- 2013: Robert Schoen: Heidi Heimat, Regie: der Autor, Produktion: Hessischer Rundfunk, Redaktion und Dramaturgie: Peter Liermann
- 2014: Bettina Erasmy: Chapters, Regie: Silke Hildebrandt, Produktion: Hessischer Rundfunk, Redaktion und Dramaturgie: Peter Liermann
- 2015: Andreas Ammer / Markus Acher / Micha Acher: The King is Gone. Des Bayernkönigs Revolutionstage, BR 2015[1]
- 2016: Lucas Derycke: Screener, Regie: der Autor, WDR
- 2017: Lukas Holliger: Verfluchtes Licht, Regie: Mark Ginzler, SRF
- 2018: Felix Kubin: Die Maschine steht still nach einer Erzählung von Edward Morgan Forster (NDR)
- 2019: Michael Stauffer: Die dritte Arbeitskraft, mein Geld, Regie: Mark Ginzler, SRF
- 2020: Andrea Geißler: Hyperbolische Körper, Komposition und Regie: Ulrike Haage, HR
- 2021: Rabea Edel: Ihre Geister sehen, Regie: Judith Lorentz, Komposition: Moritz Bossmann und Sandro Tajouri, DLF Kultur